# Rouhollah Emami

Rouhollah Emami in den späten 1960er Jahren

Rouhollah „Bijan“ Emami (auch Ruhollah, Roohollah oder Ruhallah; persisch روح‌الله امامی; * 26. Februar 1941 in Teheran, Iran; † 15. November 1999 ebenda) war ein iranischer Filmeditor und Filmregisseur.

## Leben
Er stammte aus einer Künstlerfamilie (Großvater: Ahmad Emami, Vater: Ali Emami), bekannt für die Gestaltung der modernen iranischen Schnitz- und Intarsienkunst. Er erlernte zunächst ab 1960 den Beruf eines Filmeditors am damaligen Kultusministerium (heute: Ministerium für Kultur und islamische Führung), bevor er sich dem Studium der Regie und Dramaturgie an der Tehran University of Art widmete, das er im Jahre 1976 mit MA-Degree abschloss. Bisweilen war er hier Ende der 1970er Jahre auch als Gastdozent tätig.
Sein Spielfilmdebüt als Editor gab er 1969 im Streifen „Khaneh-ye kenare darya“ („Das Haus am Meer“) unter der Regie von Dr. Houshang Kavousi. In den folgenden Jahren drehte er einige Dokumentarfilme, bevor er sich wieder dem Filmschnitt widmete. Spätestens nach seiner Zusammenarbeit mit dem bekannten iranischen Filmemacher Sohrab Shahid Saless Mitte der Siebziger (u. a. am in Berlin mit dem Silbernen Bären ausgezeichneten Film „Tabiate Bijan (Still Life)“) stieg er zu einem der gefragtesten Editor der iranischen Filmbranche auf und wurde mehrfach für seine Arbeit mit nationalen Preisen ausgezeichnet.
Nach dem Stillstand der Filmindustrie im Zuge der islamischen Revolution im Jahre 1979 war er an einer der ersten großen Kinoproduktionen der islamischen Republik Iran („Tobe Nosuh“ des heute auch international bekannten Regisseurs und Aktivisten Mohsen Makhmalbaf) als Editor beteiligt. Auch in der postrevolutionären Filmlandschaft gehörte er weiterhin zu den meist beschäftigten seiner Zunft und arbeitete an bis zu acht Projekten im Jahr.
Insgesamt wirkte er in 38 Jahren seiner Tätigkeit in über 130 Produktionen mit und arbeitete mit vielen namhaften iranischen Filmemachern zusammen, u. a. mit: Abbas Kiarostami (Zang-e-Tafrih), Sohrab Shahid Saless (Tabiate bijan, iranischer Wettbewerbsbeitrag bei den internationalen Filmfestspielen von Berlin 1974), Parviz Sayyad (Bonbast), Masoud Kimiai (Soltan), Khosrow Sinai (Zendeh bad ! (Viva...!), Hayoola-ye daroon), Mohsen Makhmalbaf (Tobe Nosuh) uvm.
Rouhollah Emami erlag am 15. November 1999 einem Krebsleiden.
Aus der Ehe mit der Iranistin Shahla Miri entstammen die beiden Kinder Pedram und Nazgol.

## Filmografie (Auswahl)
Kinofilme (Filmschnitt)
- 1972: The Breaktime (زنگ تفریح)
- 1973: A Simple Event (Ein einfaches Ereignis), (یک اتفاق ساده)
- 1974: Still Life (Stilleben) (طبیعت بیجان)
- 1975: Far from Home (In der Fremde) (در غربت)
- 1977: Dead-End (بن بست)
- 1984: The Scarecrow (مترسک)
- 1986: Mute Contact (رابطه)
- 1986: The Finish Line (خط پایان)
- 1986: Off-Limits (خارج از محدوده)
- 1987: Stone Lion (شیر سنگی)
- 1987: Days of Waiting (روزهای انتظار)
- 1987: The Spell (طلسم)
- 1989: The Wage (دستمزد)
- 1991: The Legend of a Sigh (افسانه آه)
- 1992: The Bait (طعمه)
- 1994: Bon Voyage! (سفر به خیر)
- 1994: A Summer Midnight Dream (رویای نیمه شب تابستان)
- 1994: The Precipice (پرتگاه)
- 1994: Redhat and Cousin (کلاه قرمزی و  پسر خاله)
- 1995: The Conqueror (فاتح)
- 1995: The Enemy (دشمن)
- 1998: Love Without Frontier (عشق بدون مرز)
- 1999: Corrupted Hands (دستهای آلوده)
- 1999: Maturity (بلوغ)

## Auszeichnungen
| Nominierungen  | Nominierungen                     | Nominierungen                           | Nominierungen | Nominierungen | Nominierungen                        | Nominierungen |
| Lfd. Nr.       | Film                              | Festival                                | Jahrgang      | Jahr          | nominiert für                        |               |
| -------------- | --------------------------------- | --------------------------------------- | ------------- | ------------- | ------------------------------------ | ------------- |
| 1              | Shir-e sangi                      | Internationales Fajr-Filmfestival       | 5             | 1365 (1986)   | Loh-e zarrin (Goldene Tafel)         |               |
| 2              | Telesm                            | Internationales Fajr-Filmfestival       | 5             | 1365 (1986)   | Loh-e zarrin (Goldene Tafel)         |               |
| 3              | Parandeh-ye koochak-e khoshbakhti | Internationales Fajr-Filmfestival       | 6             | 1366 (1987)   | Loh-e zarrin (Goldene Tafel)         |               |
| 4              | Parvaz ra be khater bespar        | Internationales Fajr-Filmfestival       | 11            | 1371 (1992)   | Simorgh-e bolurin (Kristall-Phoenix) |               |
| 5              | Hamase-ye majnoon                 | Internationales Fajr-Filmfestival       | 12            | 1372 (1993)   | Simorgh-e bolurin (Kristall-Phoenix) |               |
| 6              | Akharin marhaleh                  | Internationales Fajr-Filmfestival       | 14            | 1374 (1995)   | Simorgh-e bolurin (Kristall-Phoenix) |               |
| 7              | Ghermez                           | Internationales Fajr-Filmfestival       | 17            | 1377 (1998)   | Simorgh-e bolurin (Kristall-Phoenix) |               |
| Auszeichnungen |                                   |                                         |               |               |                                      |               |
| Lfd. Nr.       | Film                              | Festival                                | Jahrgang      | Jahr          | Auszeichnung                         |               |
| 1              | Kani Manga                        | Internationales Fajr-Filmfestival       | 6             | 1366 (1987)   | Loh-e zarrin (Goldene Tafel)         |               |
| 2              | Bolugh                            | Internationales Fajr-Filmfestival       | 18            | 1378 (1999)   | Simorgh-e bolurin (Kristall-Phoenix) |               |
| 3              | Ghermez                           | Writers and Critics Choice Award (Iran) | 14            | 1378 (1999)   | 3. Platz                             |               |